# Melanochaeta
Melanochaeta is een vliegengeslacht uit de familie van de halmvliegen (Chloropidae).

## Soorten
- M. capreolus (Haliday, 1838)
- M. eunota (Loew, 1872)
- M. kaw Sabrosky, 1948
- M. melampus Becker, 1912
- M. opaca (Duda, 1932)
- M. pubescens (Thalhammer, 1898)